# Жуков проезд
Жу́ков прое́зд — улица в центре Москвы в районе Замоскворечье и Даниловском районе между Дубининской и Дербеневской улицами.

## История
Получил название по фамилии одного из домовладельцев XVIII века.

## Описание
Жуков проезд начинается от Дубининской улицы напротив улицы Щипок, проходит на юго-восток, пересекает по Жуковскому путепроводу железную дорогу Павелецкого направления (перегон «Москва-Павелецкая»—«Москва-Товарная-Павелецкая»), за которой поворачивает на запад, слева к ней примыкает Летниковская улица, заканчивается на Дербеневской улице.
С 09.07.2022 по 25.12.2023 часть проезда — путепровод через Павелецкое направление МЖД, закрыта на реконструкцию.

## Здания и сооружения
По нечётной стороне:
По чётной стороне:

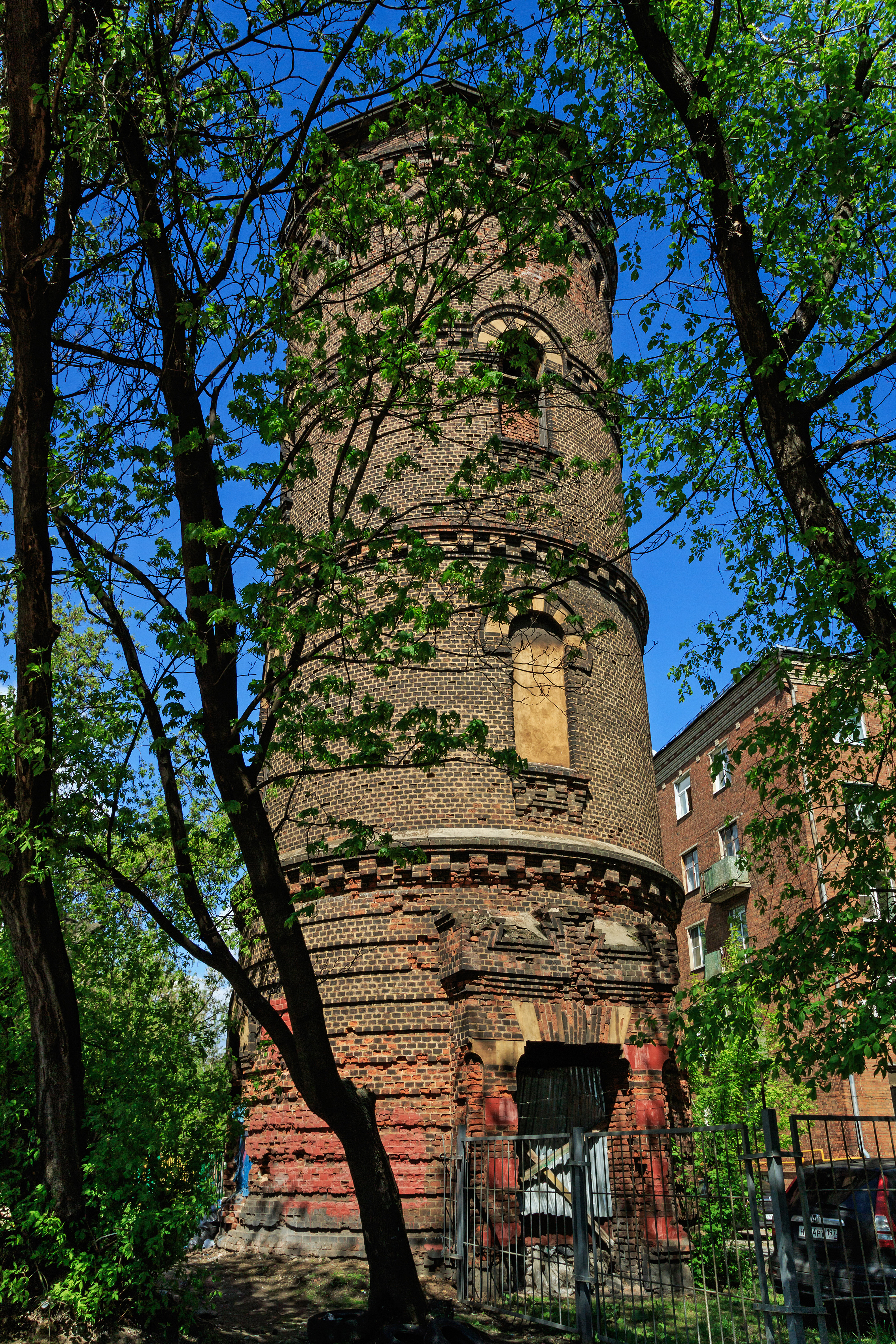
Водонапорная башня у станции «Москва-Товарная».

- № 8 — Производственное здание, башня и часть фасадов снесены в октябре 2020 года[1][2].
- № 20 — железнодорожная станция «Москва-Товарная-Павелецкая» (Московско-Курское отделение Московской железной дороги).